# نیتو (بازیکن فوتبال، زاده ۱۹۳۹)
نیتو (انگلیسی: Nito؛ زادهٔ ۲۶ دسامبر ۱۹۳۹) بازیکن فوتبال است.